# Pierre Thillet
Pierre Thillet (né le 29 août 1918 à Saint-Maurice-la-Clouère et mort le 28 novembre 2015) est un helléniste, philologue et historien de la philosophie français. Il est spécialiste du philosophe aristotélicien de l'époque sévérienne Alexandre d'Aphrodise.

## Biographie
Après des études secondaires au collège de Loudun, Pierre Thillet entre dans les classes d'hypokhâgne, puis de khâgne au lycée Louis-le-Grand, à Paris. 
Résistant, il enseigne au lycée Buffon, tout en préparant l’agrégation de philosophie à la Sorbonne où il suit, en 1941-1942, notamment les cours de Jean Cavaillès. Certains de ses élèves figurent parmi les cinq martyrs du lycée Buffon. Reçu premier à l'agrégation de philosophie en 1946, il décide d'enseigner en Tunisie, où il se marie le 30 mars 1948.
Il obtient en 1963 son doctorat en philosophie et poursuit sa carrière, devenant professeur à l'Université Paris I, où il enseigne jusqu'à sa retraite. Il a dirigé une cinquantaine de thèses.

### Thèmes de recherche
Dans la lignée d'Henry Corbin, ce philologue arabisant qui a beaucoup travaillé sur la tradition orientale des textes aristotéliciens et néoplatoniciens a joué un rôle non négligeable dans l'ouverture du champ de l'histoire de la philosophie aux traditions juives et islamiques. Il a ainsi patronné ces deux jalons essentiels dans le renouveau de l'intérêt philosophique pour la tradition juive que sont les thèses de Charles Mopsik et de Benny Lévy.

## Publications

### Traductions
- Alexandre d'Aphrodise, Traité du destin, Les Belles Lettres, 1984, CLVIII-110 p.
- Alexandre d'Aphrodise, Traité de la providence. Version arabe de Abû Bishr Mattä ibn Yünus, Verdier, 2003, 165-64 p.
- Aristote, De l'âme, Gallimard, coll. « Essais », 2005, 426 p.
- Aristote, Météorologiques, Gallimard, coll. « Tel », 2008, 616 p.

### Études
- « Réflexions sur la paraphrase de la Rhétorique d'Aristote », in Averroès, 1978, p. 105-116.
- Notes complémentaires à l'édition anglaise de George Berkeley, Siris, Vrin, 1973, 174 p.
- « Notes critiques sur la Théologie d'Aristote », Arabica, 1958, V, p. 56-66.